# الجامعة العربية الخاصة للعلوم والتكنولوجيا
الجامعة العربية الخاصة للعلوم والتكنولوجيا، جامعة سورية خاصة تأسست عام 2007 وتقع على الطريق الدولي الواصل بين محافظتي حمص وحماة (يبعد الموقع 28 كـم عـن مركز محافظة حمص و21 كم عـن مـركز محافـظة حماة).

## تاريخ
أحدثت الجامعة العربية الخاصة العربية للعلوم والتكنولوجيا بموجب المرسوم الجمهوري الذي أصدره الرئيس بشار الأسد رقم 265 تاريخ 17/6/2007. تم تدشين الجامعة من قبل الأستاذ الدكتور غياث بركات وزير التعليم العالي بتاريخ 16/7/2009.

## الكليات
- كلية طب الأسنان.[3]
- كلية الصيدلة
- كلية الهندسة المعلوماتية
- كلية الهندسة المعمارية
- كلية هندسة الصناعات الكيميائية
- كلية هندسة البترولية
- كلية الترجمة واللغات